# Jarní prázdniny

Oblasti jednotlivých turnusů jarních prázdnin v pořadí:
1. turnus
2. turnus
3. turnus
4. turnus
5. turnus
6. turnus

Jarní prázdniny (slangově jarňáky) je označení pro období školního volna v první čtvrtině kalendářního roku. Zimní prázdniny mohou značit totéž, název však někdy označuje období Vánoc, aby se zabránilo křesťanským konotacím (viz vánoční rozepře).

## Česko
Jarní prázdniny v Česku vycházejí do měsíců února a března. Termíny jarních prázdnin jsou uspořádány tak, že je nemá celá republika naráz, ale kvůli rovnoměrné zátěži na ubytovací kapacity jsou různé okresy rozděleny do 6 turnusů, které probíhají od začátku února (první obvykle navazuje na pololetní prázdniny) až cca do poloviny března. Každý následující rok dojde k cyklickému posunutí termínů prázdnin tak, že oblast, která měla prázdniny jako první, je má další rok jako druhá, druhá jako třetí a poslední jako první.
Ačkoliv se prázdniny nazývají jarní, žádný z turnusů na jaře neprobíhá. Čas prázdnin bývá nejčastěji využíván pro rekreaci v horských střediscích a k lyžování a dalším zimním sportům. Pro děti se často během prázdnin pořádají zimní tábory.
Jarní prázdniny byly poprvé zavedeny jako týdenní ve školním roce 1953/1954. Přesné termíny pro každý rok vyhlašuje s předstihem Ministerstvo školství.

### Rozdělení turnusů
Republika je do turnusů rozdělena na základě okresního dělení, jedinou výjimkou je Praha, která je rozdělena do dvou turnusů – jednoho pro obvody Praha 1, Praha 2, Praha 3, Praha 4 a Praha 5 a druhého pro obvody Praha 6, Praha 7, Praha 8, Praha 9 a Praha 10.
Dělení do turnusů je značně nekonzistentní, co se krajského zřízení týče: hned 6 krajů má jarní prázdniny naráz (Jihomoravský, Zlínský, Vysočina, Pardubický, Liberecký a Karlovarský), zatímco Moravskoslezský kraj má každý ze 6 okresů v jiném turnusu a Středočeský kraj je rozdělen do 5 turnusů. V oblasti vymezené 1. turnusem pak žije cca 2,3 milionu obyvatel, zatímco v oblastech 4 a 5 pouhých 1,5 milionu.
Jarní prázdniny na školní roky 2022 – 2028 stanoví vyhláška, kterou se mění vyhláška č. 16/2005 Sb., o organizaci školního roku.
V roce 2024 se výjimečně jarní prázdniny okresů Havlíčkův Brod, Jihlava, Pelhřimov, Třebíč a Žďár nad Sázavou (z turnusu 4) přesunuly k turnusu 2, kvůli Mistrovství světa v biatlonu 2024.
| Termín v roce 2025  | Turnus | Okres nebo obvod hl. m. Prahy |
| ------------------- | ------ | --- |
| 3.–9. 2. 2025       | 6      | Benešov, Beroun, České Budějovice, Český Krumlov, Chrudim, Klatovy, Ostrava-město, Pardubice, Prostějov, Svitavy, Rokycany, Trutnov, Ústí nad Orlicí             |
| 10.–16. 2. 2025     | 1      | Blansko, Brno-město, Brno-venkov, Břeclav, Domažlice, Hodonín, Karviná, Louny, Praha 1 až 5, Tachov, Vyškov, Znojmo                                              |
| 17.–23. 2. 2025     | 2      | Děčín, Frýdek-Místek, Cheb, Jindřichův Hradec, Karlovy Vary, Litoměřice, Nymburk, Praha 6 až 10, Přerov, Sokolov                                                 |
| 24. 2. – 2. 3. 2025 | 3      | Hradec Králové, Kroměříž, Mělník, Nový Jičín, Plzeň-město, Plzeň-sever, Plzeň-jih, Praha-východ, Praha-západ, Rakovník, Teplice, Uherské Hradiště, Vsetín, Zlín  |
| 3.–9. 3. 2025       | 4      | Bruntál, Česká Lípa, Havlíčkův Brod, Jablonec nad Nisou, Jihlava, Kladno, Kolín, Kutná Hora, Liberec, Náchod, Pelhřimov, Písek, Semily, Třebíč, Žďár nad Sázavou |
| 10.–16. 3. 2025     | 5      | Chomutov, Jeseník, Jičín, Mladá Boleslav, Most, Příbram, Tábor, Olomouc, Opava, Prachatice, Rychnov nad Kněžnou, Strakonice, Šumperk, Ústí nad Labem             |

## Slovensko
Na Slovensku mají děti volno na jarné prázdniny ve třech termínech. Termíny jsou rozděleny podle krajů do tří turnusů.

## Rakousko
V Rakousku probíhají prázdniny vždy v rámci února a to také ve třech týdenních termínech.

## Zimní prázdniny

### Polsko
V Polsku se jedná o tzv. „zimní“ prázdniny a probíhají ve 4 termínech.

### Německo
V Německu jsou termíny podle jednotlivých spolkových zemí a zimní prázdniny probíhají především v průběhu celého února a poslední turnusy končí první týden v březnu.